# 岩上朝堅
岩上 朝堅（いわかみ ともかた）は、戦国時代の武将。結城氏の家臣。結城四天王の一人。

## 略歴
元の名は三浦義堅であったが、功績を立てたことから「結城四天王」の一人となり、結城氏の重臣であった岩上姓を与えられ、同時に主君・結城晴朝の「朝」の一字を賜った。常陸国方面の結城領を管轄し、外交面でも活躍したという。
子・持家を初めとする一族は後に、結城氏を継いだ越前松平家に仕えた。